# 穆斯塔法·凯末尔·阿塔图尔克
穆斯塔法·凱末爾·阿塔图尔克（土耳其語：Mustafa Kemal Atatürk；约1881年—1938年11月10日），1934年前名为穆斯塔法·凯末尔帕夏，土耳其军事将领、改革家和作家，土耳其共和國第一任總統、總理及國民議會議長，有近代土耳其国父之誉。凱末爾生于萨洛尼卡（今希腊境内），出身木商家庭。 凱末爾最為人所知是他在一戰傑出的軍事能力。隨著奧斯曼帝國的崩解，他以傑出的能力帶領土耳其國民運動在安卡拉組建獨立政府，並打敗協約國軍隊，解放了國家並建立了土耳其共和國。在擔任最高領導人以後，凱末爾实行仁慈独裁，启动了一連串政治，經濟和文化改革，啟蒙土耳其並讓土耳其成為現代化和世俗主義的國家。凱末爾帶領土耳其現代化的作為被稱為凱末爾主義，其中也包括減少伊斯蘭教對政治及教育的影響。

## 姓氏
由於早期部分包括凱末爾的土耳其國民沒有姓氏，1934年11月24日，土耳其國會授予其一姓，在土耳其语就是父親，（阿塔图尔克）就是“土耳其人之父”之意。中文学术界在论述时习惯上仍簡称為凯末尔。

## 早年
凱末爾出生于奥斯曼帝国的萨罗尼卡，父亲名为阿里·里薩埃芬迪，他的出身有兩種說法，一般說是阿爾巴尼亞人，另一說法是出自瑟凱地區的尤魯克。 1887年，凱末爾先后就读于法特玛太太区立小学和沙姆西先生小学，于1893年转入萨洛尼卡幼年学校，学习成绩优异。凯末尔的本名为「穆斯塔法」（意為勝利），其中间名「凯末尔」（意為完美）据悉是他的一位数学老师，因称赞其数学成绩优秀而起的学名。1895年升入莫纳斯提尔军事高中。1899年进入土耳其军校，1902年进入哈拜参谋学院。1905年从奥斯曼军事学院毕业，授上尉军衔。

## 军事生涯

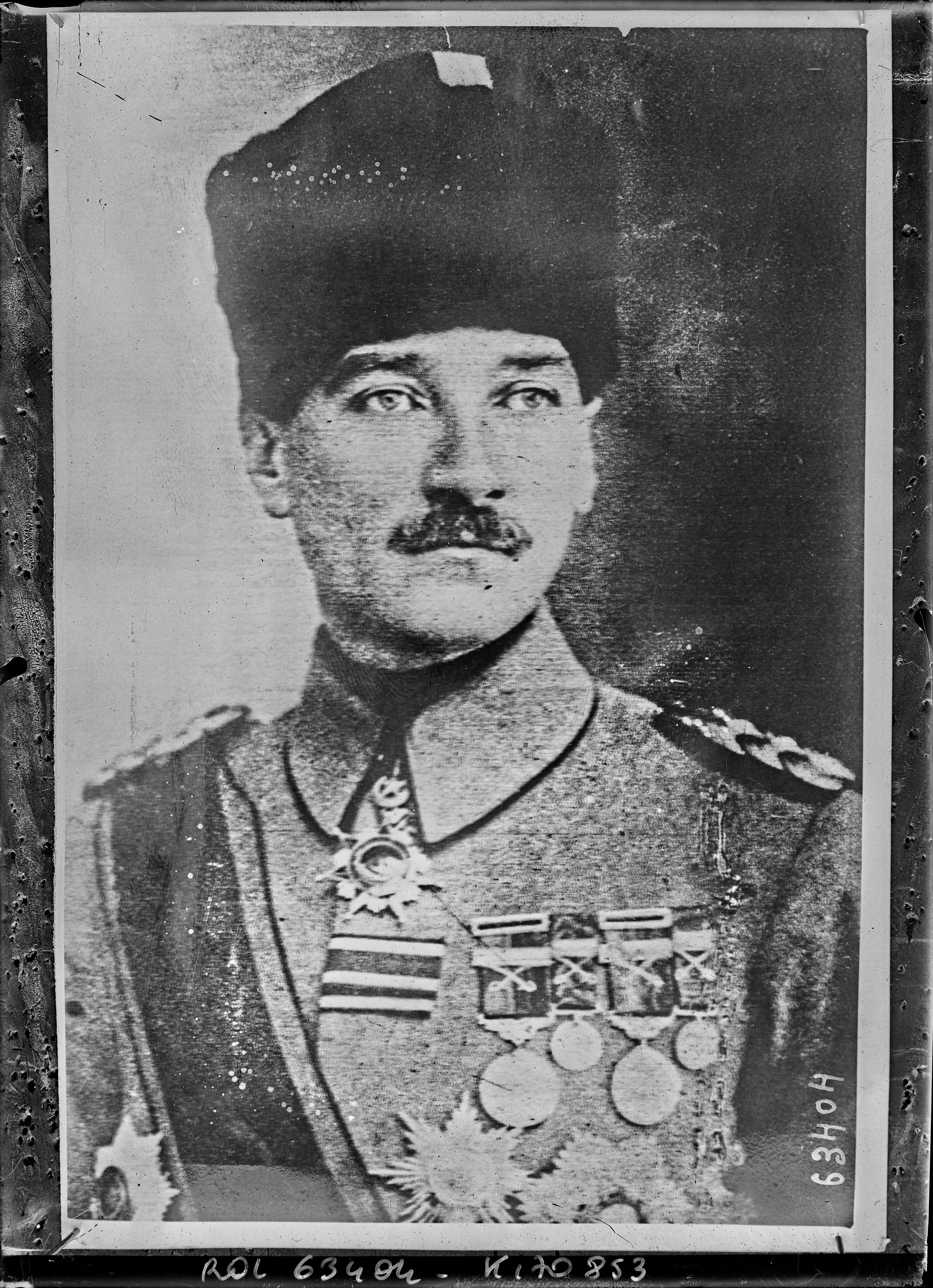
穆斯塔法·凱末爾，軍隊指揮官（1918年）

凱末爾因参与政治活动被逮捕，后被苏丹阿卜杜勒·哈米德二世發配到大马士革第五军营服役。1911年，凯末尔因批评当局而被调离伊斯坦布尔。不久義土戰爭爆發；被派往利比亚前線，晋升为少校。1912年10月—1913年5月，调任驻保加利亚大使馆武官，晋升为中校。第一次世界大战爆发以后，被任命为新编第19师师长。1915年晋升为上校，指挥了著名的加里波利之战，击退了英国、澳大利亚、新西兰、法国、印度和紐芬蘭军队的登陆进攻。1916年8月，因加里波利的勝利，保卫了奥斯曼帝国首都伊斯坦布尔；获得“伊斯坦布尔的救星”和“帕夏”的称号；名扬全国，威震欧洲。后被任命为第二军团司令，晋升为将军。

## 政治生涯
鄂圖曼帝國向協約國投降後的1919年，他受命為駐紮在薩姆松的第9軍監軍將領（9. Ordu Müfettişi），負責殘存的土耳其軍隊的復員和維持治安的工作。他利用這一身份，著手聯合各民族主義抵抗力量，組建國民軍，7月在埃爾祖魯姆舉行的東部各省護權協會代表大會，凱末爾被選為主席。
1920年英國重新佔領伊斯坦布爾，逮捕議員並強迫蘇丹解散國民議會，凱末爾在安卡拉召開大國民議會，宣佈組成代表國家的臨時政府，並擔任新成立的大國民議會主席。伊斯坦布爾的蘇丹政府簽訂了塞夫爾條約之後，凱末爾領導的安卡拉政府堅決拒絕這一條約。1921年8月他要求並說服了大國民議會選舉他為國民軍全權總司令，親自指揮國民軍與希臘軍隊在離安卡拉80公里外的薩卡里亞河進行戰略決戰，戰役中他被流彈打斷一根肋骨，但仍然紮著繃帶指揮，最後以弱勝強，重挫希軍主力，取得了決定性的勝利。9月被大國民議會授予「加齊」（「勝利者」）稱號，晉陞為元帥。
1922年11月1日，大國民議會通過了廢除蘇丹制的決議案。1923年10月29日，為了消除土耳其政制的曖昧狀態，凱末爾向新選出的大國民議會提出了一項憲法修正案，正式成立土耳其共和國，凱末爾隨後當選為共和國第一任總統。

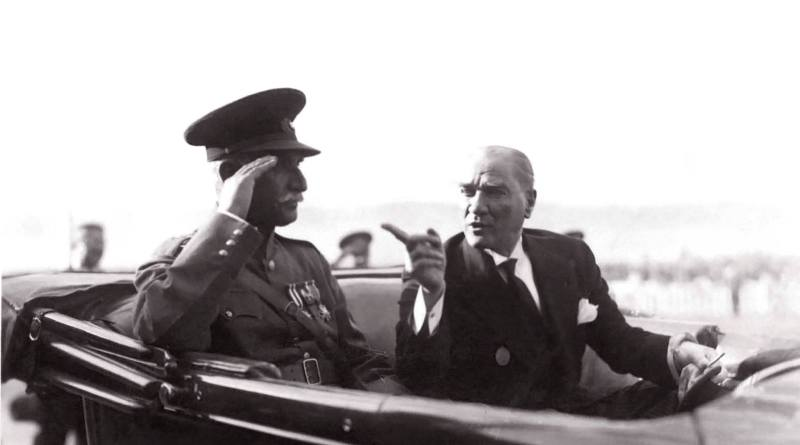
1934年，礼萨汗和凯末尔·阿塔图尔克。礼萨汗原本计划效仿土耳其的阿塔图尔克，宣布该国为共和国，但面对英国和宗教人士的反对，他放弃了这个想法。

1923年9月凱末爾在安納托利亞與羅麥里亞護權協會基礎上建立人民黨，1924年4月，大國民議會通過了新憲法。11月人民黨改名為共和人民黨，由總統兼任主席，總理為副主席。自1923年直至1938年凱末爾去世，凱末爾一直一黨專政、無限期連任共和國總統、黨主席和武裝部隊總司令，实施仁慈独裁，其權力幾乎不受任何限制。凱末爾逝世十五年後遺體入葬落成於1953年的安卡拉凱末爾紀念館。
凱末爾死於長期酗酒引起的肝硬化。

## 凱末爾改革

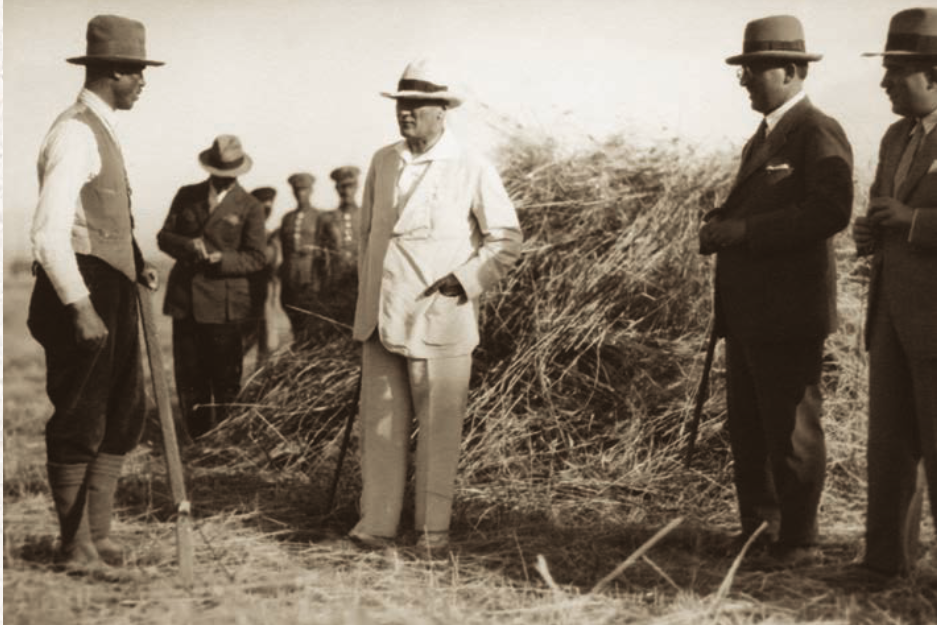
阿塔图尔克视察安卡拉“森林农场”，该农场是农业机械化的典范（1929年）

### 世俗化
1924年3月，凯末尔為了政教分離，废除了哈里發、蘇丹等制度，並將前朝的鄂圖曼皇族全部驱逐出境。他废除了历史悠久的伊斯兰教长制、停办独立的宗教学校和经院等，文化上现代化和突厥化，从而为土耳其的世俗化扫清了障碍。
“我不是宗教性的，沒有教條，沒有冷靜與刻板的統治作為精神遺產。我的精神遺產是科學和思想。”

### 司法改革
廢除於前朝被奉为神圣法典伊斯兰教法（沙里亚）以及关闭宗教法庭（沙里亚法庭），模仿意大利刑法與瑞士民法模式實行歐式大陸法。

### 服饰革命
凯末尔利用1925年大国民议会授与政府的特别权力，以激烈的手段完成了颇具象征意义的土耳其服饰革命。他颁布命令強制所有政府人员必须穿戴西装与礼帽，同时禁止除神職人員以外的一般人穿着宗教袍服或標示宗教徽记；11月25日，又颁布新的法律，強制禁止所有男子戴土耳其帽，凡戴土耳其帽者将依律治罪。他并带头脱下军服，换上西裝，以为国民表率。

### 婦女

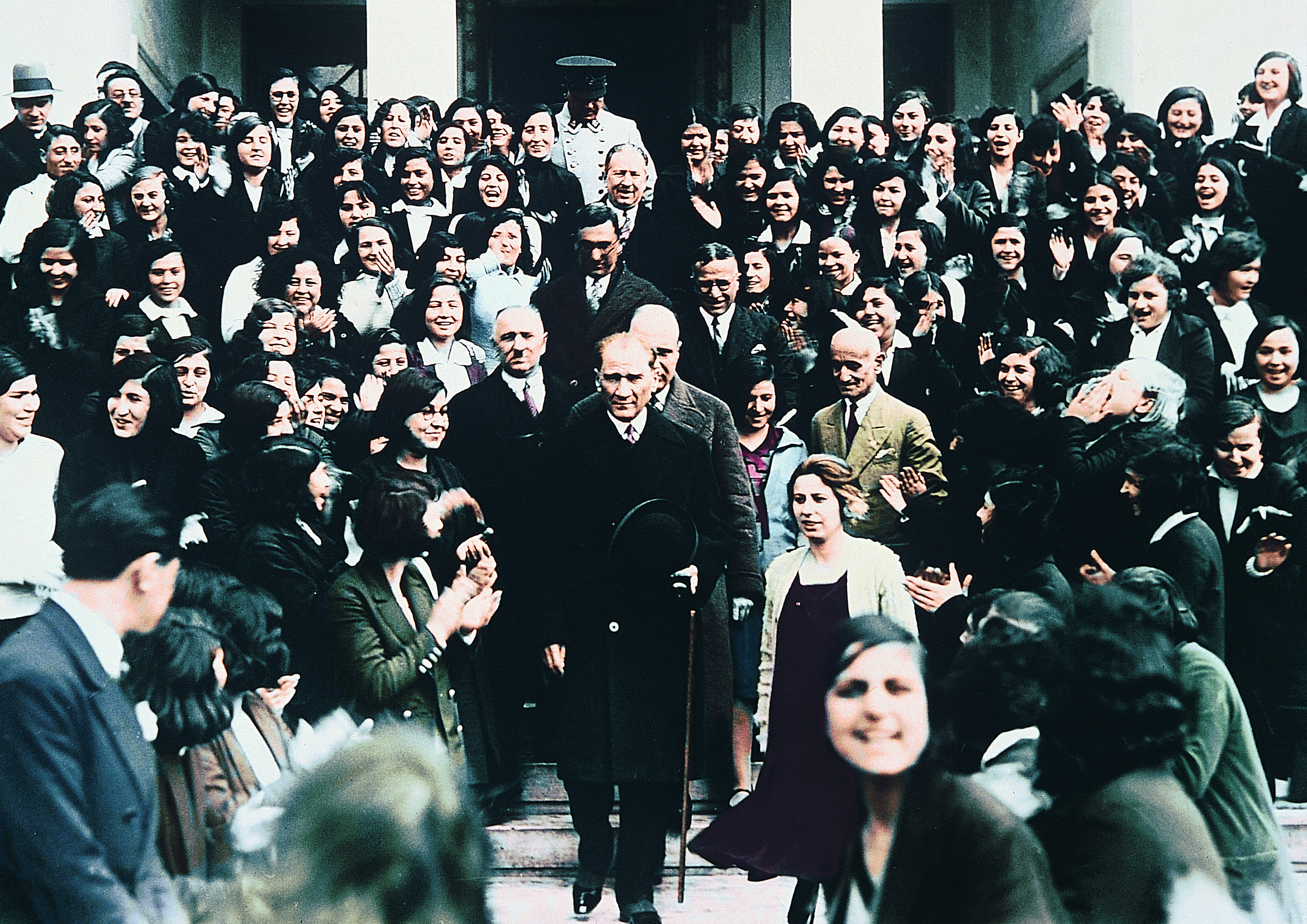
1931年2月1日，阿塔图尔克参观伊兹密尔女子中学。1933年5月31日，大学法对伊斯坦布尔大学进行重组后，土耳其政府在全国的学院、学院和大学推行男女同校教育。

凯末尔推動了一系列提高土耳其婦女地位的改革。包括在法律中明文強制不准婦女穿戴蓋頭面紗、廢除一夫多妻、確立離婚制度、保障婦女在教育就業參政及財產繼承的平等權利。
1934年修改憲法，婦女21歲擁有選舉權，30歲則擁有被選舉權，這項舉措甚至比許多歐洲國家更早，如法國和瑞士。
1935年大選後，18名女性國會議員加入土耳其國會。

### 文字改革

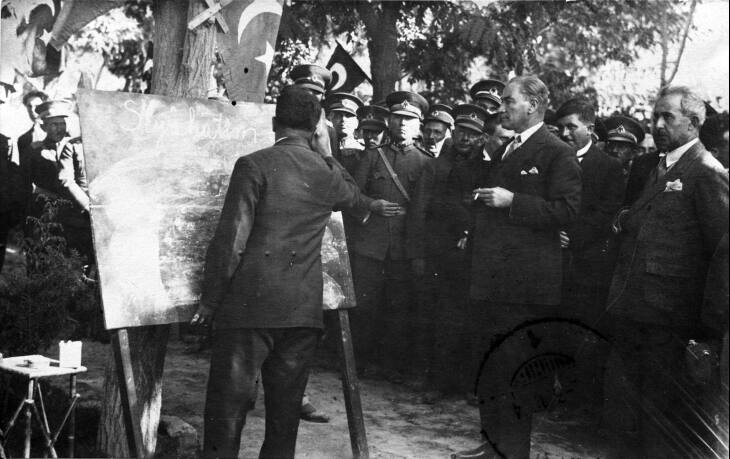
凯末尔親自教授土耳其語新字母（1928年9月20日）

1928年5月24日大国民议会立法通过以国际拉丁字母取代以前使用的阿拉伯字母。8月9日在共和人民党举行的一个有党的许多重要人物参加的游园会上，凯末尔宣布实行文字改革。他号召“把这件事（指推广新字母）看成是一种爱国行为和国民义务”，要求土耳其人民把“自己从多少世纪以来像铁箍似的束缚着我们思想的那些令人无法理解的符号中解放出来”。而只有这样，土耳其民族才能“以它的文字和它的思想，表明自己在文明世界中的地位”。他前往全国各地，亲自教人们学习新字母。11月3日，大国民议会通过一项立法，以拉丁字母為基礎，确定了土耳其新字母，并规定翌年1929年起不再公开使用旧阿拉伯字母。
凯末尔聲稱，与阿拉伯字母相比，新字母清楚、简洁又适合土耳其语发音，在土耳其提高成人识字率及发展文教事业方面产生了显著的效果。如其实行的一切变革一样，凯末尔将这一切都视为政治行动，是他改造土耳其国家和社会的一部分，其目的就是要削弱与割裂同奥斯曼帝国历史和伊斯兰文化的联系。凯末尔从另一方面否定了伊斯兰文化的本体特征，反过来强调了突厥史和前安纳托利亚历史的重要性。

## 个人生活
凯末尔的名字和四个女人联系在一起：埃莱妮（Eleni Karinte），斐凯耶（Fikriye Hanım），迪米特里娜（Dimitrina Kovacheva）和拉蒂菲·乌沙克利吉尔。埃莱妮与凯末尔的关系较少为人知，她是凯末尔的第一个恋人，是凯末尔在比托拉当学生时认识的。这段恋情曾被改编为戏剧，还被拍成电影。斐凯耶是凯末尔没有血缘关系的表妹，她从小就对凯末尔深情款款，在土耳其独立战争期间，斐凯耶作为凯末尔的私人助理陪伴在他身边。后来凯末尔认识了他的唯一的妻子拉蒂菲并于1923年结婚。凯末尔被迫离开斐凯耶，斐凯耶因此自杀。也有传说她是被谋杀的。他们三人的三角恋后来成为凯末尔的朋友萨利赫（Salih Bozok）的手稿的主题，直至2005年才得以出版。拉蒂菲与凯末尔的婚姻也只持续了两年。拉蒂菲被看做是土耳其妇女的新形象，经常身着西方服装与凯末尔一起出席公开场合。凯末尔没有亲生子女，但他收养了13个孩子：1个男孩和12个女孩。其中最著名的是萨比哈·格克琴——土耳其的第一位女飞行员以及世界上第一位女战斗机飞行员。

## 遗产和影响

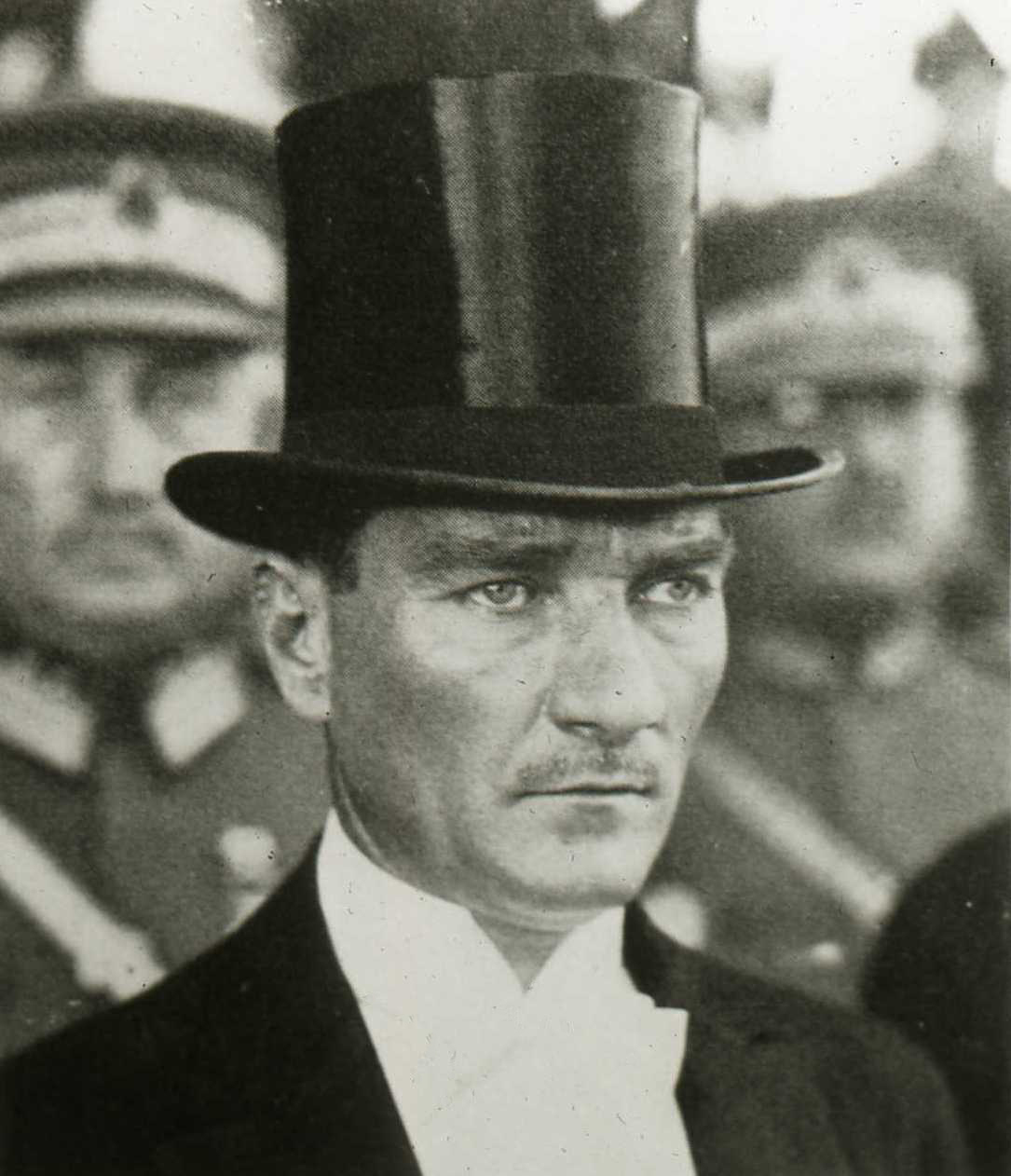
阿塔图尔克 (1925年) 戴着高顶礼帽，这是当时西欧男士常见的头饰。阿塔图尔克为使土耳其世俗化而推行的众多改革使他成为伊斯兰阴谋论的目标。

凯末尔执政期间实施一系列社会政治与经济改革措施，并逐步形成土耳其民族的思想理论体系——凯末尔主义。
2019年以前土耳其国内最大机场——伊斯坦布尔的阿塔图尔克国际机场即以他的名字命名。

## 著作
- 《对军官和指挥官的思考》1918
- 《演讲》1927
- 《公民和民事信息》1930